# 单板滑雪障碍争先

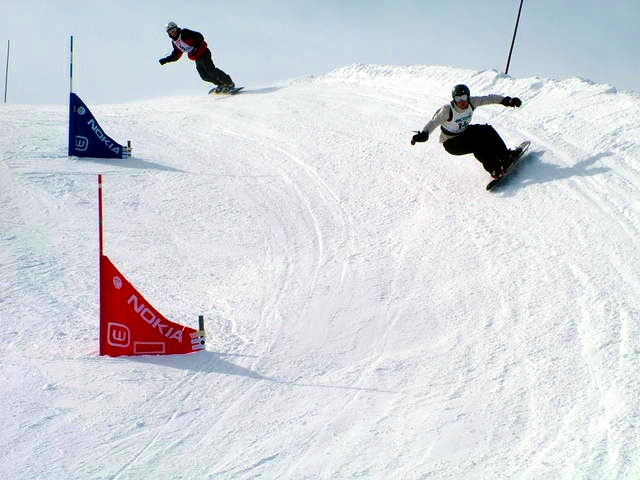
单板滑雪障碍争先

单板滑雪障碍争先是一项單板滑雪板賽事， 4至6名选手要在赛道上竞速。单板滑雪障碍争先的赛道非常狭窄，而且選手要在各种障碍间快速滑過，這旨在考验選手在保持最大速度的同時是否還能控制住自己的身體。比赛時選手之間的身體還會互相碰撞。单板滑雪障碍争先也是一項計時賽，而且採用单败淘汰制。 